# Matteo Rodor
Pas d'image ? Cliquez ici

a Compétitions nationales et continentales officielles uniquement.

b Matchs officiels uniquement.
Dernière mise à jour le 10 avril 2025.
Matteo Rodor, né le 4 juillet 1999, est un joueur français de rugby à XV, évoluant au poste de demi d'ouverture et de demi de mêlée.

## Biographie
Matteo Rodor naît à La Réunion, dans une famille d'origine catalane. Il est le fils de Nicolas Rodor, ancien footballeur professionnel (notamment au Toulouse FC) qui a fini sa carrière à La Réunion. 
Enfant, Matteo commence le rugby à l'âge de trois ans au sein du club de L'Étang-Salé.
A l'âge de 9 ans, la famille rentre à Perpignan, suivant le grand frère de Matteo qui intègre le pôle espoir de Béziers. Matteo rejoint alors l'école de rugby de l'USAP. Il fait toute son école de rugby au club, et rejoint en parallèle le pôle espoir de Béziers. Là-bas, on apprend à ce demi d'ouverture de formation le poste de demi de mêlée. Cette polyvalence lui permet de découvrir les équipes de France jeunes, moins 16 ans, moins de 17 ans et moins de 20 ans développement. Mais il n'est pas sélectionné avec l'équipe première des moins de 20 ans pour le mondial 2019 en Argentine, ce qui était « une réelle déconvenue sur le moment » pour lui.
Début 2019, il réalise sa première feuille de match avec les pros, étant sur le banc lors d'un match de Challenge européen face aux Sale Sharks, mais il n'entre pas en jeu. Il lui faut attendre le début de la saison 2019-2020 pour s'installer dans l'équipe première. Initialement troisième demi de mêlée de l'équipe, il joue demi d'ouverture en préparation sur à des blessures à ce poste. Ses prestations convainquent ses entraîneurs, qui le propulsent titulaire à ce poste pour la saison. Il joue à 20 reprises, étant titularisé 16 fois. 
Sa deuxième saison s'avère plus compliqué. L'arrivée de l'international fidjien Ben Volavola le voit perdre son statut de numéro 1 à l'ouverture. Mais surtout, il se blesse lourdement en novembre. Victime d'une rupture des ligaments croisés du genou gauche, il doit mettre un terme à sa saison prématurément.
En 2024, il s'engage pour deux saisons avec Valence Romans en Pro D2.